# ストルアン・ロジャー
ストルアン・ロジャー（Struan Rodger）は、イギリスの俳優。

## 出演作品

### 映画
- スターダスト（司教）
- ヤング・シャーロック・ホームズ　～対決！モリアーティ教授～
- モール・フランダース～燃ゆる運命の炎～
- 謀殺
- 第一容疑者3
- ダイヤモンド・スカル
- 炎のランナー（サンディ・マクグラス）

### テレビドラマ
- ゲーム・オブ・スローンズ　第四章：戦乱の嵐-後編-
- Law & Order: UK